# في بيتنا ضيف
في بيتنا ضيفهو برنامج حواري من إنتاج قناة دبي عرض لأول مرة في أكتوبر 2016 هو من تقديم الممثل السعودي الشهير فايز المالكي.

## فكرة البرنامج
برنامج عربي .تلفزيوني جديد من نوعه يجمع بين الكوميديا والدراما واللقاءات غير التقليدية مع النجوم؛ حيث يطل نجم الكوميديا السعودي فايز الملكة في دور ابن الأخت البار الذي يزور خالته المصرية كبيرة السن في القاهرة للاطمئنان على حالها وأسرتها، فتنقلب زيارته رأسًا على عقب، فتجبره الخالة على الإقامة معها في بيتها لمساعدتها في تقويم وتهذيب الأولاد. لكل حلقة موضوع اجتماعي معاصر وفي كل حلقة ضيف من نجوم العالم العربي من جميع المجالات، حيث يجد الأخير نفسه في قلب مشاكل هذه الأسرة وعليه مساعدة فايز في إيجاد حل بناء على خبرته الحياتية.

## ضيوف البرنامج
| الحلقة | موضوع الحلقة    | ضيوف الحلقة          |
| ------ | --------------- | -------------------- |
| 1      | آداب الزيارات   | أبو حفيظة وشيماء سيف |
| 2      | في بيتنا ضيف    | يوسف الخال           |
| 3      | العنف الأسري    | عبدالله زيد          |
| 4      | المظاهر الخداعة | إيمي سمير غانم       |
| 5      | الاعلام الجديد  | باميلا الكيك         |
| 6      | الحسد           | أسعد الزهراني        |
| 7      | الغضب           | مي عز الدين          |
| 8      | النجاح          | نادين نجيم           |
| 9      | برامج المواهب   | محمد السالم          |
| 10     |                 |                      |
| 11     |                 |                      |
| 12     |                 |                      |
| 13     |                 |                      |